# Gerda Maurus
Gerda Maurus, née Gertrud Pfiel (Breitenfurt bei Wien, 25 de agosto de 1903 - Düsseldorf, 31 de julho de 1968) foi uma atriz austríaca do cinema mudo. Foi conhecida pelo seu trabalho em A Mulher na Lua (1929), Os Espiões (1928) e Der Schuß im Tonfilmatelier (1930).

## Biografia
Gerda era descendente de croatas e inicialmente fez seu nome nos palcos de Viena, então capital do Império Austro-Húngaro. Enquanto atuava no teatro, ela foi descoberta pelo diretor Fritz Lang durante uma visita à sua cidade natal. Lang a escalou para o papel principal feminino em seu filme de espionagem mudo Spione (1928) e ela apareceu em vários filmes alemães durante o período da República de Weimar e da Alemanha Nazista.
Foi casada com Robert A. Stemmle. Morreu aos 64 anos em 31 de julho de 1968, na Renânia do Norte-Vestfália, na Alemanha Ocidental.

## Filmografia selecionada
| Nº | Título                               | Ano  |
| -- | ------------------------------------ | ---- |
| 1  | Spione                               | 1928 |
| 2  | Frau im Mond                         | 1929 |
| 3  | Hochverrat                           | 1929 |
| 4  | Der Schuß im Tonfilmatelier          | 1930 |
| 5  | Der Draufgänger                      | 1931 |
| 6  | Hilfe! Überfall!                     | 1931 |
| 7  | Die Fremde                           | 1931 |
| 8  | Schachmatt                           | 1931 |
| 9  | Tod über Shanghai                    | 1932 |
| 10 | Der weiße Dämon                      | 1932 |
| 11 | Unsichtbare Gegner                   | 1933 |
| 12 | Der Doppelgänger                     | 1934 |
| 13 | Ein Mädchen mit Prokura              | 1934 |
| 14 | Der Kosak und die Nachtigall         | 1935 |
| 15 | The Call of the Wild                 | 1936 |
| 16 | Daphne und der Diplomat              | 1937 |
| 17 | Die Freunde meiner Frau              | 1949 |
| 18 | Die kleine Stadt will schlafen gehen | 1954 |